# Liste der Naturdenkmale in Dahmetal

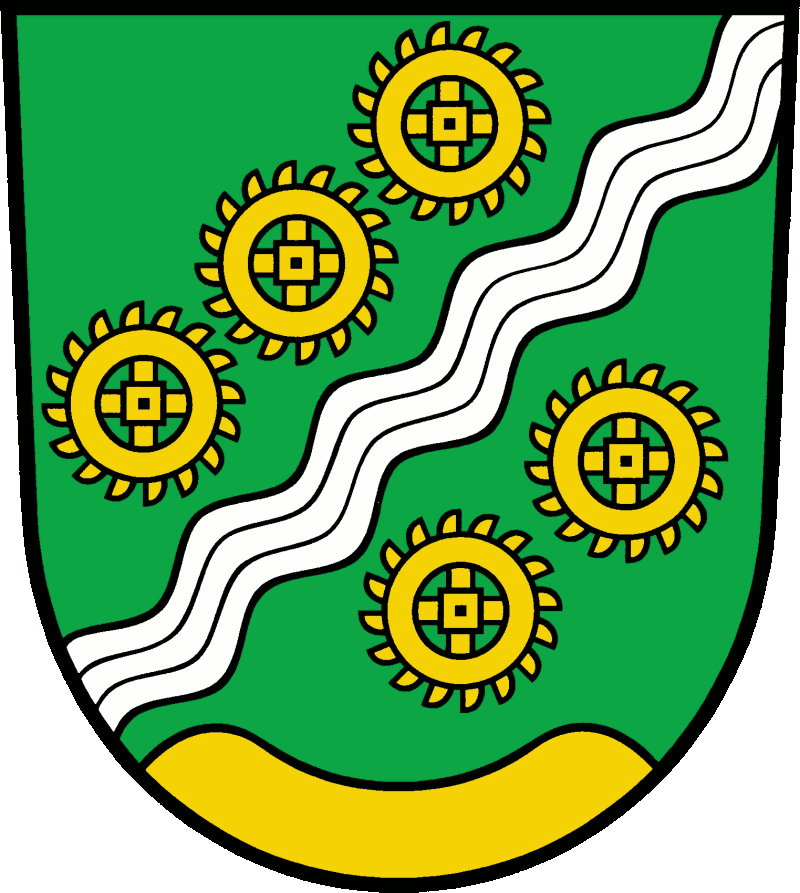
Wappen von Dahmetal

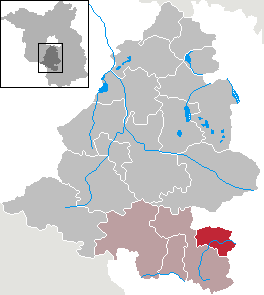
Lage von Dahmetal

Die Liste der Naturdenkmale in Dahmetal enthält die Naturdenkmale der brandenburgischen Gemeinde Dahmetal und ihrer Ortsteile, welche durch Rechtsverordnung geschützt sind. Naturdenkmäler sind Einzelschöpfungen der Natur, deren Erhaltung wegen ihres beeindruckenden Aussehen, ihrer Seltenheit, ihren Alter oder ihrer Eigenart sowie ihrer ökologischen, wissenschaftlichen, geschichtlichen, volks- oder heimatkundlichen Bedeutung im öffentlichen Interesse liegt oder den Landschaftsraum prägen. Grundlage sind die Veröffentlichungen des Landkreises Teltow-Fläming, wo durch die entsprechenden staatlichen Behörden per Rechtsverordnung oder Gesetz die Naturdenkmale festgesetzt wurden. Dabei wird durch die Festsetzung in 4 verschiedene Kategorien unterschieden:
- Bäume – „Bäume, Baumreihen, Baumgruppen, Alleen, Relikte natürlicher Wälder“[3]
- Findlinge[4]
- Naturdenkmal nass – „Hohlformen, Quellen/Salzaustritte, Moore, Moorseen, Feuchtwiesen, natürliche Bachläufe“[5]
- Naturdenkmal trocken – „Erosionsrinnen, Trockentäler, Dünen, Trockenhänge, Heiden, Erdfälle, Trockenrasen“[6]

## Legende
In den Spalten befinden sich folgende Informationen:
- Nr.: Identifizierungsnummer nach veröffentlichter Liste. Sie wird von der unteren Naturschutzbehörde des Landkreises oder der kreisfreien Stadt vergeben. Wenn sie bekannt ist, wird sie angegeben. In dieser Spalte kann sich zusätzlich das Wort Wikidata befinden, der entsprechende Link führt zu Angaben zu diesem Naturdenkmal bei Wikidata.
- Bezeichnung: Benennung des Naturdenkmals, in der Regel wird bei Bäume die Baumart genannt. Bekannte Eigennamen werden mit angegeben.
- Gemarkung: Ort oder Gemarkung, in der sich das Naturdenkmal befindet
- Lage: Nennt die Lage des Naturdenkmals im jeweiligen Ortsteil und die geografischen Koordinaten des Naturdenkmals. Link zu einem Kartenansichtstool, um Koordinaten zu setzen. In der Kartenansicht sind Naturdenkmale ohne Koordinaten mit einem roten beziehungsweise orangen Marker dargestellt und können in der Karte gesetzt werden. Denkmale ohne Bild sind mit einem blauen bzw. roten Marker gekennzeichnet, Denkmale mit Bild mit einem grünen beziehungsweise orangen Marker.
- Beschreibung: die Beschreibung des Naturdenkmales
- Schutzzweck: Erläutert den Grund der Unterschutzstellung
- Bild: Zeigt ein Bild des Naturdenkmales und gegebenenfalls ein Link zu weiteren Fotos im Medienarchiv Wikimedia Commons

## Görsdorf

### Bäume
| Bild                                    | Bezeichnung  | Lage                                                          | Beschreibung | Schutzzweck             | Nummer                                  |
| --------------------------------------- | ------------ | ------------------------------------------------------------- | ------------ | ----------------------- | --------------------------------------- |
| Direkt Bild zu diesem Denkmal hochladen | Eiche (Baum) | Liebsdorf, Dorfstraße, W Dorfausgang; Flur 3, Flurstück 31 () | ehemalig     | Eigenart (Alter, Größe) | Blattnummer: 475, Registernummer: B0106 |

## Liedekahle

### Bäume
| Bild                                    | Bezeichnung  | Lage                                                                         | Beschreibung | Schutzzweck                                   | Nummer                                  |
| --------------------------------------- | ------------ | ---------------------------------------------------------------------------- | ------------ | --------------------------------------------- | --------------------------------------- |
| Direkt Bild zu diesem Denkmal hochladen | Linde (Baum) | Liedekahle, Dorfstraße; Flur 2, Flurstück 31 ()                              | ehemalig     | Eigenart (Alter, Größe), Schönheit (Ortsbild) | Blattnummer: 476, Registernummer: B0107 |
| Direkt Bild zu diesem Denkmal hochladen | Linde (Baum) | Liedekahle, Dorfstraße; Flur 2, Flurstück 31 ()                              | ehemalig     | Eigenart (Alter, Größe)                       | Blattnummer: 477, Registernummer: B0108 |
| BW                                      | Linde (Baum) | Liedekahle, Dorfstraße; Flur 2, Flurstück 31 (51° 54′ 33,2″ N, 13° 31′ 8″ O) | ehemalig     | Eigenart (Alter, Größe)                       | Blattnummer: 478, Registernummer: B0109 |

## Prensdorf

### Bäume
| Bild                                    | Bezeichnung  | Lage                                                      | Beschreibung | Schutzzweck                            | Nummer                                  |
| --------------------------------------- | ------------ | --------------------------------------------------------- | ------------ | -------------------------------------- | --------------------------------------- |
| Fotos hochladen                         | Eiche (Baum) | Prensdorf, 0,1 km SW Kirche; Flur 3, Flurstück 63 ()      | ehemalig     | Schönheit (Ortsbild)                   | Blattnummer: 473, Registernummer: B0124 |
| Direkt Bild zu diesem Denkmal hochladen | Linde (Baum) | Prensdorf, Dorfstraße, NW Kirche; Flur 3, Flurstück 63 () | ehemalig     | Eigenart (Alter), Schönheit (Ortsbild) | Blattnummer: 474, Registernummer: B0125 |

## Wentdorf

### Bäume
| Bild                                    | Bezeichnung  | Lage                                                        | Beschreibung | Schutzzweck                                   | Nummer                                  |
| --------------------------------------- | ------------ | ----------------------------------------------------------- | ------------ | --------------------------------------------- | --------------------------------------- |
| Direkt Bild zu diesem Denkmal hochladen | Eiche (Baum) | Wentdorf, Dorfstraße; Flur 1, Flurstück 151 (hist. 56/1) () | ehemalig     | Eigenart (Alter, Größe), Schönheit (Ortsbild) | Blattnummer: 480, Registernummer: B0131 |

## Wildau

### Bäume
| Bild                                    | Bezeichnung  | Lage                                                | Beschreibung | Schutzzweck             | Nummer                                  |
| --------------------------------------- | ------------ | --------------------------------------------------- | ------------ | ----------------------- | --------------------------------------- |
| Direkt Bild zu diesem Denkmal hochladen | Linde (Baum) | Wildau, Dorfplatz NW-Teil; Flur 1, Flurstück 2/2 () | ehemalig     | Eigenart (Alter, Größe) | Blattnummer: 481, Registernummer: B0134 |
| Direkt Bild zu diesem Denkmal hochladen | Linde (Baum) | Wildau, Dorfplatz O-Teil; Flur 1, Flurstück 2/2 ()  | ehemalig     | Eigenart (Alter, Größe) | Blattnummer: 482, Registernummer: B0135 |
| Direkt Bild zu diesem Denkmal hochladen | Eiche (Baum) | Wildau, Dorfplatz O-Teil; Flur 1, Flurstück 2/2 ()  | ehemalig     | Schönheit (Ortsbild)    | Blattnummer: 479, Registernummer: B0267 |

### Findlinge
| Bild                                    | Bezeichnung               | Lage                                                                        | Beschreibung | Schutzzweck                                                                                             | Nummer                                 |
| --------------------------------------- | ------------------------- | --------------------------------------------------------------------------- | ------------ | --- | -------------------------------------- |
| Direkt Bild zu diesem Denkmal hochladen | Friedrichstein (Findling) | Wildau, Dorfzentrum; Flur 1, Flurstück 2/2 ()                               | ehemalig     | Eigenart (Größe), Erdgeschichtliche Bedeutung, Naturgeschichtliche Bedeutung, Landeskundliche Bedeutung | Blattnummer: 36, Registernummer: F0132 |
| BW                                      | Teufelsstein (Findling)   | Wildau, 1 km SWS Ort; Flur 4, Flurstück 1 (51° 53′ 24,1″ N, 13° 33′ 5,6″ O) |              | Eigenart (Größe), Erdgeschichtliche Bedeutung, Naturgeschichtliche Bedeutung, Landeskundliche Bedeutung | Blattnummer: 30, Registernummer: F0133 |

### Naturdenkmal Trocken
| Bild | Bezeichnung                                           | Lage                                                                                             | Beschreibung | Schutzzweck                   | Nummer                                 |
| ---- | ----------------------------------------------------- | ------------------------------------------------------------------------------------------------ | ------------ | ----------------------------- | -------------------------------------- |
| BW   | Flächennaturdenkmal "Pontischer Hügel" (Trockenrasen) | Wildau, Schlagsdorf, 0,3 km SO Ort; Flur 3, Flurstück 161,162 (51° 52′ 30,6″ N, 13° 31′ 11,1″ O) |              | Naturgeschichtliche Bedeutung | Blattnummer: 18, Registernummer: T0348 |